# 景德镇陶录

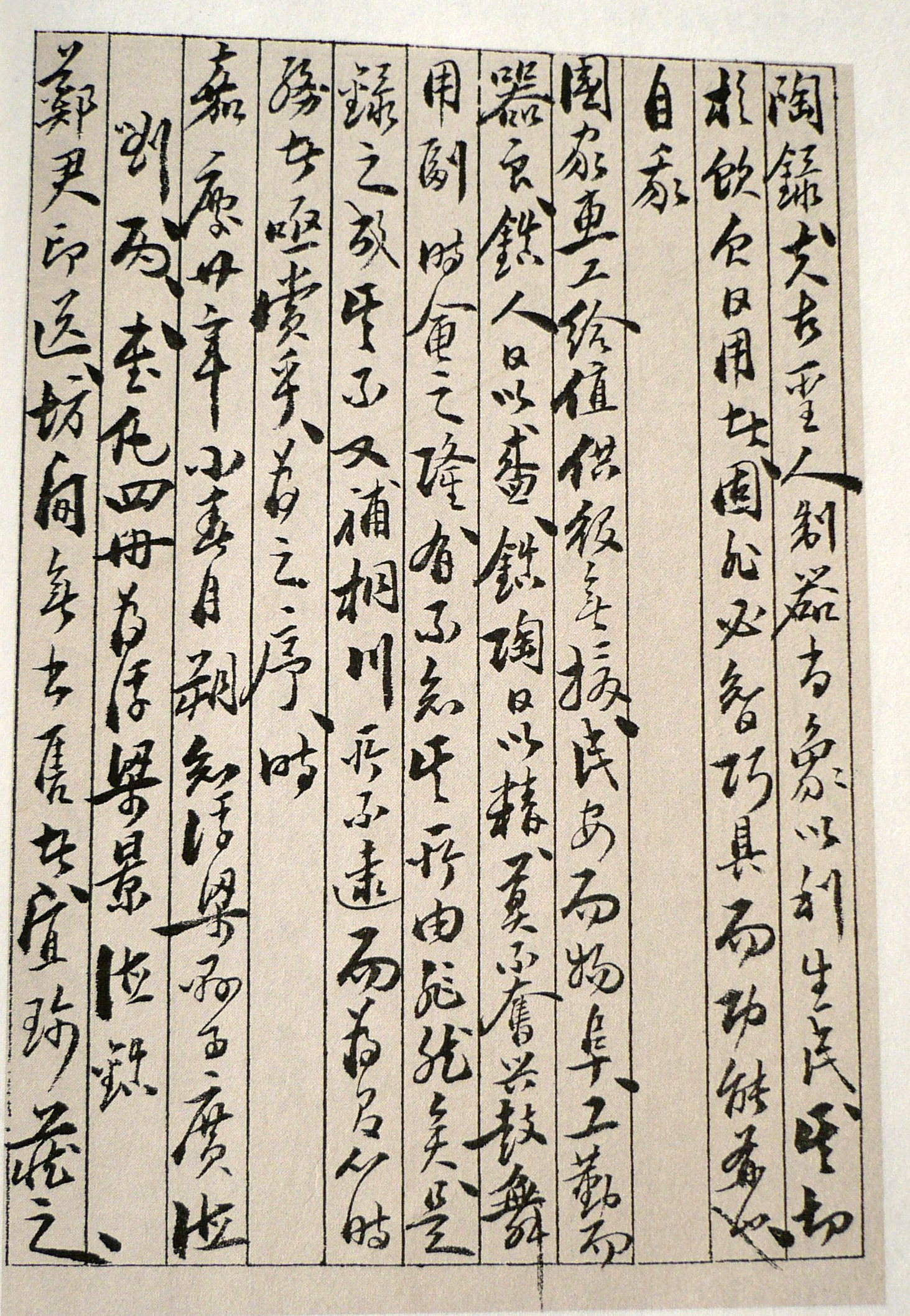
景德镇陶录清代抄本

《景德镇陶录》清景德镇人氏兰浦原著，六卷，後经弟子郑廷桂增补为八卷，另加入卷首《图说》和卷尾《陶录余论》共十卷，在嘉庆二十年（1815年）由异经堂刻印刷出版（四册一函）。

## 内容
《景德镇陶录》共十卷
- 卷一 《图说》
  - 《景德镇图》叙述景德镇简史，附景德镇地图。
  - 《御窑厂图》叙述景德镇御窑厂的位置、建筑；列举23种陶务作坊、厂内外神祠和御窑厂的供应；附御窑厂图。
  - 叙述取土、炼泥、修模、洗料、烧炉等14道工序。
- 卷二 《国朝御窑厂恭纪》简述御窑厂历史，年产量，工人数目和组织。
  - 《镇器原始》列举景德器、宋器、湘湖器、湖田器、洪器、永乐器、宣德器、成化器、正德器等37种御瓷。
- 卷三 《陶务条目》陶有窑、窑有户、户有工、工有作、作有家；镇瓷花式
- 卷四 《陶务方略》
- 卷五 《景德镇历代窑考》
- 卷六 《镇仿古窑考》定窑、汝窑、官窑、龙泉窑、哥窑、鈞窑
- 卷七 《古窑考》洪州窑、越窑、柴窑、邓州窑、建窑等
- 卷八 《陶说杂编上》
- 卷九 《陶说杂编下》
- 卷十 《陶录余论》

## 版本
1. 嘉庆二十年（1815年）异经堂刻本。
2. 光绪十七年（1891年）京都书业堂重刻本。
3. 民国十七年（1928年）上海神州国光社阴影印本
4. 清兰浦原著、郑廷桂增补，连冕 编注 《景德镇陶录图说》山东画报出版社 2005年  ISBN 7806037926

## 翻译本

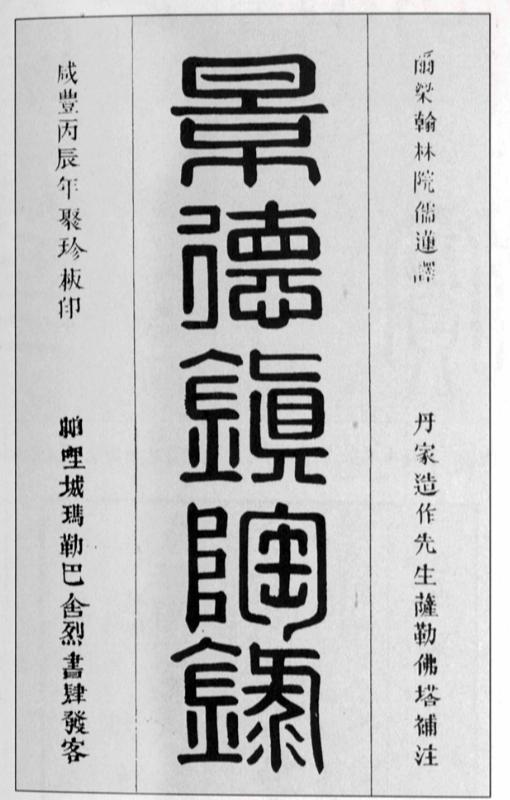
儒莲译 《景德镇陶录》

- 法国儒莲译《景德镇陶录》Histoire et Fabrication de la Porcelaine Chinoise, Paris, Mallet-Bachelier, 1856
- 日本藤江永孝 《和汉对照<景德镇陶录>》，明治四十年 1907 东京。
- 英国佘義 (Geoffrey Robley Sayer)  译，《Ching-te-chen Tao-lu or The Potteries of China, being a translation with notes and an introduction by Geoffrey R. Sayer》 1951 [伦敦]。